# 2012年日本

## 大事記
2012年日本：1月 - 2月 - 3月 - 4月 - 5月 - 6月 - 7月 - 8月 - 9月 - 10月 - 11月 - 12月

### 1月
- 1月1日濱崎步跨年演唱會Countdown Live 2011-2012 HOTEL LOVE SONGS於1:30結束
- 1月1日，日本在台灣下午1時28分的時候，發生芮氏規模7.0地震，新幹線一度停駛，幸無人傷亡。NOWnews（页面存档备份，存于）
- 1月5日，2名來自台灣的女學生林芷瀅、朱立婕於上午在東京台東區一處公寓內遭刺身亡。TVBS（页面存档备份，存于）中央社新聞網

### 4月
- 濱崎步2012巡迴演唱會HOTEL LOVE SONGS ～Final Chapter～正式開始。

### 7月
- 7月9日起，日本政府廢除向來的外國人登錄證，實施對旅居日本外籍人士的管理新制，旅日臺灣人的居留卡國籍欄正名記載為「臺灣」，而非「中國」。中央廣播電臺 Radio Taiwan International

### 8月
- 濱崎步2012巡迴演唱會HOTEL LOVE SONGS ～Final Chapter～閉幕。
- 10日韩国总统李明博登上独岛，引发韩日外交纠纷。
- 14日韩总统李明博要求日本天皇就历史问题道歉，日韩关系恶化。
- 15日香港保釣人士乘坐漁船啟豐二號登上釣魚島，期間漁船與日本海上自衛隊艦隻多次碰撞。
- 19日日本和中國大陸活動人士就钓鱼台岛主權問題在多地舉行示威。

### 12月
- 12月16日，第46屆日本眾議院議員總選舉進行投票。

## 逝世
- 石岡瑛子，73歲，日本視覺藝術家、電影服裝設計師，於1992年獲奧斯卡最佳服裝設計獎。中廣新聞
- 邱永漢，89歲，素有「日本股神」、「賺錢之神」等封號的臺灣作家、實業家。他曾參與台灣獨立運動，並以描寫因對國民黨政府絕望而逃到英屬香港之台灣青年的小說《香港》榮獲日本文學界最重要獎項之一的直木獎。自由時報[]